# Астурийская гайта
Астурийская гайта (астур. gaita asturiana) является традиционной волынкой в Астурии, Кантабрии и некоторых районах Галисии и Леона. Это духовой инструмент из семейства язычковых с двойной тростью. В Кантабрии его называют астурско-кантабрийской гайтой или просто кантабрийской.

## Части астурийской гайты
Астурийская гайта состоит из четырех основных частей, количество и расположение которых может варьироваться:
- Соплете (астур. soplete), представляющий собой трубку, через которую музыкант вводит воздух и который имеет односторонний клапан, запирающий воздух при нажатии на меха.
- Пунтеру (астур. punteru) — мелодическая трубка конической формы, которая работает с двойной тростью, называемой пайюэла.
- Ронкон (астур. roncón) — резонансная труба, настроенная на две октавы ниже тоники пунтеру. Состоит из трёх частей: прима, терсия и копа. Вибрация создается простым язычком на небольшой трубке, первоначально сделанной из тростника, а в настоящее время из синтетических волокон, а иногда и металлического язычка, известного как пайон.
- Фуэлье (астур. fuelle), который представляет собой мешок, отвечающий за удержание воздуха. Первоначально был сделан из кожи козлёнка, но в настоящее время наблюдается тенденция использования синтетических материалов, таких как Canmore и Goretex, чтобы способствовать водоотделению («дыханию») и уменьшить вредное воздействие влажности на древесину инструмента.

Традиционно астурийская гайта состояла только из двух звонких трубок, называемых пунтеру и ронкон, как в Галисии. Традиционная настройка пунтеру - c4 (до первой октавы), на октаву выше среднего c на фортепиано.
Традиционно астурийские гайты были настроены на промежуточный тон между c и cis (до и до-диез), называемый «блестящим до», но также встречаются настроенные в натуральных d и h (ре и си-бемоль), которые использовались для сопровождения исполнителей мелодии. Также часто можно было увидеть детские пунтеро, настроенные выше d.

## Отличия от других гайт
Астурийская гайта имеет больший размер, чем галисийские гайты того же ключа, другими словами, его трубы  длиннее. Трость певца (пайюэла) меньше галисийской трости. По сравнению с галисийской, отверстия для пальцев распределены по-другому, что упрощает расширение диапазона до ноты фа второй октавы простым увеличением давления воздуха на мешок (как в кларнете).

## Распространение

### В автономных сообществах
Гайты, используемые в Кантабрии, пришли в XX веке в основном из Астурии и даже из Галисии.  В XXI веке формирование групп и распространение волынки в восточной Кантабрии также привело к увеличению спроса на местное производство. Репертуар в кантабрийской и астурийской общинах разный, хотя есть и общие мелодии. Репертуар и техника исполнения в Галисии и Княжестве Астурия схожи.
В Леоне, хотя есть песни, общие для Астурии и Кантабрии, манера игры может совпадать как с манерой игры кантабрийских гайтеро, так и с манерой астурийцев и галисийцев.

### Гайта в Кантабрии
На астурийской гайте играли в Астурии, к северу от Леона и в западной Кантабрии.
Существует традиция игры на гайте, зарегистрированная с XIX века, что свидетельствует о существовании гайтеро в Кантабрии с начала этого века. В западной Кантабрии были соответствующие исполнители в муниципалитетах, таких как Потес, Камаленьо, Кастро-Сильориго, Вега и Кабесон-де-Льебана, Вальдалига, Валь-де-Сан-Висенте и Эррериас. Смещение гайты в XX веке в пользу питу монтаньес и запоздалое движение по обработке фольклора по сравнению с другими регионами стало большим препятствием на пути возрождения использования гайты в Кантабрии, где её уже начали рассматривать как неместный инструмент. В настоящее время, как и в остальных регионах, где распространена астурийская гайта, количество исполнителей больше, чем когда-либо, и впервые стали создаваться группы гайтеро.

## Знаменитые гайтеро
В истории было много известных астурийских гайтеро:
- Рамон Гарсия Туэро, Gaiteru Lliberdón (1864–1932), автор первой зарегистрированной записи астурийской гайты[9]
- Хосе Ремис Вега, Gaiteru de Margolles (1880–1963)
  - Хосе Ремис Овалье (1910–1987), сын Хосе Ремиса Веги
  - Дионисио де ла Риела (1901–1980)
  - Хосе Антонио Гарсия Суарес, Gaiteru Veriña (1928–2006)
- Хосе Гарсия Техон, Fariñas (1918–1990)
- Игнасио Норьега, гайтеро из Сан-Роке-дель-Асебаль (1924–2009).
- Хосе Мануэль Техедор, троекратный обладатель трофея MacAllan-MacCrimmo Trophy: 1990, 1993 и 1997 годов.
- Хосе Анхель Хевиа, всемирно известный гайтеро, который продал миллионы копий своих пластинок.
- Висенте Прадо, El Pravianu, гайтеро, пользующийся большой известностью в Астурии и за её пределами.
- Флавио Р. Бенито, мастер-гайтеро, был исполнителем в Llan de Cubel и Dixebra, а также директором La Raitana. Автор важных публикаций, таких как методички для гайты Cien Melodías и адаптация сборника песен Торнера для астурийской гайты.
- Хуаку Амиева, первый гайтеро, выигравший Macallan Trophy в 1986 году.